# Dasytrogus girardi
Dasytrogus girardi är en skalbaggsart som beskrevs av Keith 2002. Dasytrogus girardi ingår i släktet Dasytrogus och familjen Melolonthidae. Inga underarter finns listade i Catalogue of Life.